# Prabhas
Prabhas Raju Uppalapati (Telugu: ఉప్పలపాటి ప్రభాస్ రాజు; født 27. oktober 1979 i Chennai, Indien) er en indisk filmskuespiller, der primært arbejder i den telugu-sprogede filmindustri.